# چوریاکو
چوریاکو (به ژاپنی: 長暦 Chōryaku)؛ نام یک عصر تاریخی ژاپنی (نِنگُو) بود. این عصر بعد از چوگن و قبل از چوکیو قرار داشت و از آوریل ۱۰۳۷ تا ۱۰۴۰ میلادی به طول انجامید. در طی این عصر امپراتور گو-سوزاکو امپراتور ژاپن بودند.